# Hungarian International 1996
Die Hungarian International 1996 fanden vom 30. Oktober bis zum 3. November 1996 in Budapest statt. Es war die 21. Auflage dieser internationalen Meisterschaften im Badminton von Ungarn.

## Sieger und Platzierte
| Disziplin    | Gold                              | Silber                                | Bronze                            |
| ------------ | --------------------------------- | ------------------------------------- | --------------------------------- |
| Herreneinzel | Peter Janum                       | Niels Christian Kaldau                | Jürgen Koch                       |
| Herreneinzel | Peter Janum                       | Niels Christian Kaldau                | Dicky Palyama                     |
| Dameneinzel  | Tracey Hallam                     | Johanna Holgersson                    | Tanya Groves                      |
| Dameneinzel  | Tracey Hallam                     | Johanna Holgersson                    | Kristin Evernäs                   |
| Herrendoppel | Jan Jørgensen Jonas Rasmussen     | Harald Koch Jürgen Koch               | Anthony Clark Ian Sullivan        |
| Herrendoppel | Jan Jørgensen Jonas Rasmussen     | Harald Koch Jürgen Koch               | Henrik Andersson Johan Tholinsson |
| Damendoppel  | Astrid Crabo Johanna Holgersson   | Antoinette Achterberg Lotte Jonathans | Tracey Hallam Karen Peatfield     |
| Damendoppel  | Astrid Crabo Johanna Holgersson   | Antoinette Achterberg Lotte Jonathans | Katja Michalowsky Anja Weber      |
| Mixed        | Jonas Rasmussen Ann-Lou Jørgensen | Ian Sullivan Joanne Wright            | Ove Svejstrup Britta Andersen     |
| Mixed        | Jonas Rasmussen Ann-Lou Jørgensen | Ian Sullivan Joanne Wright            | Russell Hogg Alexis Blanchflower  |

## Finalergebnisse
| Disziplin    | Sieger                            | Finalist                              | Ergebnis     |
| ------------ | --------------------------------- | ------------------------------------- | ------------ |
| Herreneinzel | Peter Janum                       | Niels Christian Kaldau                | 15–5, 15–3   |
| Dameneinzel  | Tracey Hallam                     | Johanna Holgersson                    | 11–2, 11–1   |
| Herrendoppel | Jan Jørgensen Jonas Rasmussen     | Harald Koch Jürgen Koch               | 18–15, 15–12 |
| Damendoppel  | Astrid Crabo Johanna Holgersson   | Antoinette Achterberg Lotte Jonathans | 15–10, 15–3  |
| Mixed        | Jonas Rasmussen Ann-Lou Jørgensen | Ian Sullivan Joanne Wright            | 15–5, 15–11  |